# Tōkaidō (região)

Tōkaidō

A Tōkaidō (東海道) foi originalmente uma velha região geográfica japonesa, que compunham o sistema gokishichidō e situava-se ao longo da borda sudeste de Honshu, Seu nome significa literalmente 'Caminho do Mar do Leste'.
O termo também se refere a uma série de estradas que ligavam as capitais (国府 kokufu) de cada uma das províncias que compunham a região. As quinze províncias antigas da região, são as   seguintes:
- Província de Iga
- Província de Ise
- Província de Shima
- Província de Owari
- Província de Mikawa
- Província de Tōtōmi
- Província de Suruga
- Província de Kai
- Província de Izu
- Província de Sagami
- Província de Musashi
- Província de Awa
- Província de Kazusa
- Província de Shimōsa
- Província de Hitachi

No Período Edo, a Tokaido (estrada) (東海道, estrada Oceano Oriental) foi comprovadamente a mais importante no Japão; e esta proeminência marcada continuou após a queda do xogunato Tokugawa. No início da período Meiji, esta região da rota oriental foi a escolhida para amarrar as linhas telegráficas que ligava a antiga capital de Kyoto com a nova "capital do leste" em Tóquio.
No período moderno, pós-Guerra do Pacífico, todas as medidas mostram a região de Tokaido crescente em seu domínio como o principal centro de população e emprego.